# Baby You’re a Rich Man
A Baby, You’re a Rich Man egy 1967-ben megjelent Beatles dal, egy Lennon-McCartney szerzemény. Az All You Need Is Love c. kislemez B oldalán jelent meg, az Olympic Studios rögzítette, a Parlophone adta ki.

## Közreműködők
- John Lennon – ének, vokál, clavioline, zongora
- Paul McCartney – vokál, zongora, basszusgitár
- George Harrison – vokál, gitár, taps
- Ringo Starr – dob, ütőhangszerek, csörgődob, maracas, taps
- Eddie Kramer – vibrafon
- Mick Jagger – vokál

### Produkció
- Keith Grant – hangmérnök
- George Martin – producer